# Bison (1928)
Bison – francuski wielki niszczyciel z okresu II wojny światowej z grupy typów 2400-tonowych, podtypu Guépard. W służbie od 1930, zatopiony podczas kampanii norweskiej w 1940 przez niemieckie lotnictwo.

## Historia
„Bison” należał do podtypu Guépard francuskich 2400-tonowych wielkich niszczycieli (określanego w niektórych publikacjach jako podtyp Bison). Nazwa oznaczała „bizon” lub „żubr”. Wraz z bliźniaczym „Guépardem” należał do pierwszej grupy A niszczycieli 2400-tonowych; oba budowane były w stoczni Marynarki w Lorient (Arsenal de Lorient) na podstawie programu z 1925 roku. Stępkę pod budowę położono 14 marca 1927 (tego samego dnia, co „Guépard”), kadłub wodowano 29 października 1928, a okręt wszedł do służby 10 października 1930. Na ośmiogodzinnych próbach uzyskał prędkość 35,47 w, na próbach prędkości maksymalnej, w stanie lekkim - ponad 40 w. Początkowo nie nosił numeru burtowego, w latach 1934-36 nosił numer: -4, w latach 1936-37: -6, następnie nie nosił numeru, po czym od 1939 nosił numer X111.

## Służba w skrócie
„Bison” służył przed wojną w 4. Dywizjonie Kontrtorpedowców na Atlantyku. W nocy 7/8 lutego 1939 staranował go podczas ćwiczeń krążownik lekki „Georges Leygues”, urywając mu całą część dziobową tuż przed mostkiem (18 ofiar). Niszczyciel utrzymał się na wodzie, po czym był remontowany w Lorient do sierpnia 1939. Otrzymał przy tym brytyjską stację hydrolokacyjną Asdic typ 128 (jako jedyny z podtypu Guépard). 
Po wybuchu wojny II wojny światowej „Bison” służył jako okręt flagowy 11. Dywizjonu Kontrtorpedowców. Wziął udział w kampanii norweskiej. W nocy 2/3 maja 1940 ewakuował żołnierzy alianckich z Namsos, wraz z niszczycielami brytyjskimi HMS „Afridi”, „Nubian”, „Kelly” i francuskim „Foudroyant”.  Rano, około 10.08 3 maja został ciężko uszkodzony przez niemieckie bombowce nurkujące Ju 87 z I/StG 1 – bomba spowodował wybuch dziobowego magazynu amunicji i oderwała część dziobową, w rejonie pozycji 65°42′N 7°17′E/65,700000 7,283333. Rozbitkowie i żołnierze zostali podjęci przez niszczyciele HMS „Grenade”, „Imperial” i „Afridi”. Zginęło 103 członków załogi, w tym dowódca okrętu i Dywizjonu Capitaine de Vaisseau (komandor) Jean Adolphe Roger Bouan. „Afridi” następnie dobił „Bisona” artylerią, lecz sam został zatopiony z ok. 30 marynarzami z „Bisona” podczas kolejnego ataku lotnictwa tego dnia
Szczegółowy opis i dane - w artykule niszczyciele typu 2400-tonowego